# Sinfonia n.º 5 (Mahler)
A Sinfonía No. 5 em dó sustenido menor de Gustav Mahler foi escrita em 1901 e 1902.

## Movimentos
- Marcha fúnebre
- Allegro
- Scherzo
- Adagietto
- Finale Rondó

## A sinfonia
Na opinião do crítico e historiador musical Deryck Cooke, a quinta sinfonia de Mahler possui caráter "esquizofrênico", já que nela, convivem perfeitamente separados o mais trágico e o mais alegre dos mundos. Consta de cinco movimentos, sendo os dois primeiros quase temáticos, explorando o lado trágico da vida. O primeiro movimento, uma escura marcha fúnebre, começa com uma fanfarra de trompetes que aparecerá repetidamente, dando-lhe uma atmosfera especial de inquietude e desolação. O segundo, um frenético allegro, muda completamente o espírito do movimento anterior; seu caráter histérico alterna com o de marcha fúnebre, onde ao final da exposição parece triunfar um relativo otimismo, para cair novamente na angústia e na escuridão. É no scherzo, do terceiro movimento, que surge com maior clareza o citado caráter esquizofrênico, em absoluta contradição com a atmosfera niilista anterior, saltamos, sem solução de continuidade, à visão mais alegre da vida. São dois modos de ver a existência impossível de reconciliar. Tanto o ländler como a valsa do trio estão, ainda com seu ar de nostalgia, muito longe do desespero inicial da sinfonia. O famoso adagietto para cordas e harpas, constituindo o Quarto movimento, é um remanso de paz entre a força do scherzo e do último movimento, estando impregnado de um desejo de distanciar-se das tensões e lutas para refugiar-se na solidão interior. O quinto movimento finale, parte de motivos populares, possuindo um caráter exuberante e alegre. Em seu clímax final recupera e funde o caráter angustiante dos primeiros dois movimentos com a alegria dos últimos, combinando assim os elementos tão díspares de escuridão e luz que convivem na Sinfonia.

## Premières
- Estreia mundial: 18 de outubro de 1904, Colônia, Alemanha - conduzida pelo Compositor.
- Estreia nos Estados Unidos da América: 24 de março de 1905, Cincinnati - conduzida por Frank Van der Stucken.
- Estreias na Inglaterra: 
  - somente do Adagietto: 31 de agosto 1909, Londres - conduzida por Henry Wood .
  - do trabalho completo: 21 de outubro de 1945, Londres - conduzida por Heinz Unger na Orquestra Filarmônica de Londres.